# 삼성서울병원
삼성서울병원은 서울특별시 강남구 일원로 81에 위치해 있는 상급종합병원이다. 또한 삼성서울병원은 삼성그룹 계열의 병원이며, 1994년 11월 9일 서울특별시 강남구 일원동에 설립되었다.

## 연혁
- 1994년 11월 9일 서울특별시 강남구 일원동에 삼성서울병원 개원

## 같이 보기
- 삼성의료원
- 삼성강북병원
- 성균관대학교 삼성창원병원